# Fischer Racing
Fischer Racing – niemiecki zespół wyścigowy, założony w 2006 roku przez Erharda Fischera. W 2009 roku ekipa zawarła współpracę z koncernem Aston Martin prowadząc jego zespół juniorski pod nazwą Young Driver AMR. Obecnie zespół startuje w ADAC GT Masters. W przeszłości ekipa pojawiała się także w stawce FIA World Endurance Championship, Blancpain Endurance Series, 24-godzinnego wyścigu Le Mans, 24h Nürburgring Nordschleife, FIA GT3 European Championship, Le Mans Series, FIA GT1 World Championship oraz SEAT León Supercopa. Siedziba zespołu znajduje się w Paderborn w Nadrenii Północnej-Westfalii.